# سلوك الجماعة
السلوكية الجماعية هو مصطلح يستعمل في علم الاجتماع يشير إلى الحالات التي يتفاعل بها جماعة من الناس سواء كانت كبيرة أو صغيرة. بينما مجال ديناميات الجماعة تتناول تصرفات الجماعات الصغيرة التي تحاول أن تعمل معا للوصول إلى توافق في الآراء والعمل بطريقة منسقة للوصول إلى أهداف مشتركة. أما المجموعات الكبيرة من الناس المتواجدة في منطقة معينة قد تعمل معا لتحقيق هدف معين قد يختلف عن ما يريده الفرد إن كان يعمل بشكل منفرد (ما يعرف بسلوك القطيع). ومن الأمثلة على السلوك الجماعي بالتصرفات التي تقوم بها مجموعة كبيرة من الناس، إن كان حشد أو غوغائين، عندما يعملون معا، على سبيل المثال، الانضمام إلى احتجاج أو مسيرة، أوالمشاركة في قتال أو التصرف بروح وطنية.

## التسمية والمصطلحات
التسمية العربية هي ترجمة لمصطلح group behavior الإنكليزي. ويمكن ترجمته إلى مصطلحات عربية أخلاى مثل «سلوكية الحشود» أو «سلوكية المجموعات الكبيرة». تختلف دراسة سلوك الجماعة (أي مجموعة في مكان واحد) عن العمل الجماهيري الذي يكون بشكل أشمل وفي أماكن متباعدة، (مثل المتسوقون في أسواق متعددة). أما العمل الجماعي فهو سلوكية الجماعة في حالة تنسيق متكامل. أما ذكاء الحشود فهي الحالة الخاصة من سلوكية الجماعة حين يتعامل الأفراد فيما بينهم لتحقيق عمل ما.

## أشكال سلوكية الحشود
- هستيريا جماعية: انتشار أوهام جماعية عن أخطار قد تهدد المجتمع التي تنتشر بسرعة من خلال الشائعات والخوف[1]
- مشاهدين: اجتماع مجموعة معا للمشاركة بحدث ما، مثل مشاهدة مسرحية أو مباراة رياضية أو مسيرة احتفالية.
- جمهور: مجموع من الناس لا يتواجدون في مكان محدد لكن يتشاركون في حدث معي، مثل مشاهدة أحد برامج التلفزيون.

## لماذا يشارك الأفراد بالجماعات
بشكل عام، يشارك الأفراد بجماعة ما لتحقيق ذاتيتهم ومن أهم الاحتياجات الذاتية:
- الرفقة: حيث توفر الجماعة الفرصة للأفراد بالاجتماع بأفراد أخرين.
- البقاء على الحياة والأمان: تاريخيا اجتمع الأفراد فيما بينهم للمساعدة في البحث عن الغذاء، الصيد أو الدفاع عن بعض.
- الانتماء والمركز الاجتماعي: الانتماء للجماعة يوفر للأفراد فرص تحقيق المركز اجتماعي يطمح به.
- السلطة والسيطرة: الانتماء إلى الجماعة يوفر فرص الريادة وقيادة الأخرين مما يوفر الكثير من السلطة.
- الإنجاز: يمكن للجماعة أن تحقق معا أكثر مما يمكن أن يحققه الفرد بمفرده.

## خصائص الجماعة
من الخصائص المشتركة التي تشكل الجماعة:
- الاعتماد المتبادل: يعتمد أفراد الجماعة على بقية الأفراد في إتمام دورهم في المهمة الموكلة لإنجاز عمل مشترك.
- التفاعل الاجتماعي: تحقيق الهدف المشترك يتطلب شكلا من أشكال التواصل اللفظي أو غير اللفظي بين أعضاء الجماعة.
- تصور جماعي: يجب أن يتوافق جميع الاعضاء بأنهم جزء من الجماعة.
- قاسم مشترك: يجتمع أعضاء الجماعة معا لخدمة أو تحقيق هدف مشترك.
- المحسوبية: أعضاء الجماعة ينحازون تجاه باقي الاعضاء الاخرين بنفس الجماعة ويميلون إلي التمييز لصالحهم.[2][3] هناك من يميل إلى إضافة بعض الانواع الأخرى من اشكال المحسوبية مثل: العمل بنفس النوبة، المشاركة بنفس المكان، أو العمل معا تحت أمرة شخص واحد.

## أنواع الجماعات
- جماعة إنتاجية: وهي جماعة الأفراد الذين يقومون بإنتاج عمل ملموس.
- جماعة خدماتية: وهي جماعة الأفراد الذين يقدمون خدمات للعملاء مثل فرق شركات الطيران، جماعة الصيانة، جماعة المبيعات.
- جماعة إدارية: وهي مجموعة من الإداريين الذين يعملون مع رئيسهم بإتجاه هدف محدد مثل وضع السياسات، إدارة الميزانية، التوظيف والتخطيط.
- جماعة مشاريع: وهي مجموعة من الأفراد الممثلين لمختلف التيارات ويعملون معا لتحقيق هدف ما في مدة محددة، وعادة ما يتم فض هذه الجماعة بنهاية المشروع.
- جماعة عمل: وهي جماعة تتكون عادة من المتخصصين أو الخبراء الذين يعملون على تحقيق عمل معقد بزمن محدود. من الأمثلة على ذلك الفرق الموسيقية، أطقم عسكرية، فرق الجراحة، وحدات الإنقاذ أو الفرق الموسيقية المهنية.
- جماعة استشارية: تتكون من الموظفين الذين يعملون خارج عمليات الإنتاج وبالتوازي معها. ومن الأمثلة على ذلك دوائر الجودة، لجان الاختيار، أو مجموعات استشارية أخرى تكونت بغرض تقديم توصيات إلى المنظمة.

## هيكلية الجماعة
الهيكلية هي إطر تنظيم علاقة الأعضاء فيما بينهم ومن أهم عوامل هيكلية الجماعة:
- الدور: هو الميل للتصرف والمشاركة والترابط مع بقية الأفراد، ويمكن تحديد الأدوار بشكل رسمي أو عبر تحديد فوارق الأدوار.[4] والدور الاجتماعي والعاطفي هو من الأدوار التي تحافظ علي النسيج الاجتماعي للجماعة.
- الأعراف: هي القوانين الغير رسمية التي تتقيد بها إرادة الجماعة وتحدد تصروفاتهم وسلوكياتهم، ومع أن الأعراف تكون غير مكتوبة إلا أن لها تأثير كبير على تصرفات أفراد الجماعة.[5]
- القيم: هي الأهداف أو الأفكار التي تساعد علي إتخاذ القرارت من قبل كل الجماعة.[6]
- أنماط التواصل: هي طرق توصيل المعلومات إلى الأفراد. وهي نوعين:
  - أنماط مركزية (تنطلق من شخص أو هيئة مركزية إلى كل الأفراد) تسمح بتناقل معلومات متسقة وموحدة إلا أنها تحد من حرية انطلاق المعلومات.
  - أنماط لا مركزية (يتم التواصل بين المجموعات المختلفة فيما بينها) توفر الحرية اللازمة إلا أنها تفتح المجال لأخطاء وتبطئ العمليات وتجعل كمية المعلومات أكثر مما يمكن احتمالها.
- فوارق الأحوال: هي فوارق الأوضاع بين أفراد الجماعة من ناحية الخبرة والوظيفة والعمر والجنس والأصل العرقي وهي تؤثر علي وضعية الفرد ومرتبته وعلى المدي المسموح له في تخطي المعايير.

## إقراء أيضا
- سلم كوغ
- كيانية
- تعاون
- تضافر
- ميسر
- نرجسية جماعية
- العلاقات بين الأشخاص
- إجراءات صيانة
- مناخ المنظمة
- تجانس خارج المجموعة
- تنزيل قرار
- تواصل المجموعات الصغيرة
- ضبط اجتماعي
- تعلم يعتمد على الفريق
- ذكاء حشود